# Extradós

Esquema d'un arc.
1. Clau 2. Dovella 3. Extradós 4. Imposta 5. Intradós 6. Fletxa 7. Llum, obertura 8. Contrafort.

Extradós prové del llatí extra, fora, a l'exterior i dorsum, dors. Es contraposa amb la veu intradós.
L'extradós (en certs llocs se'l coneix com a trasdós) és un terme arquitectònic que designa el pla superior extern convex d'un arc o d'una volta, delimitant els carcanyols, que separen cada un dels arcs de l'arc adjacent. També designa el llom de les dovelles. En aquests dos casos, normalment no es pot veure, ja que està dins de la construcció.

## Murs de contenció
En un mur de contenció, l'extradós és la cara del mur en contacte amb el material contingut i oposada a l'intradós.

## Aeronàutica
En aeronàutica, s'anomena extradós la superfície superior corba de l'ala d'un avió o d'un perfil aerodinàmic.
És on es crea una zona de baixa pressió estàtica (perpendicular a la seva superfície) i amb una més alta velocitat de l'aire (tangent a la seva superfície), en comparació a l'intradós de l'ala de l'aeronau, fet que permet a l'ala generar una sustentació, aconseguint així elevar l'aeronau.